# Tantilla vermiformis
Tantilla vermiformis (багатоніжкова змія Хеллоуелла) — вид змій родини полозових (Colubridae). Мешкає в Центральній Америці.

## Поширення і екологія
Багатоніжкові змії Хеллоуелла мешають в Сальвадорі, на заході Нікарагуа та на північному заході Коста-Рики, за деякими свідченнями також в Гондурасі та Гватемалі. Вони живуть в сухих і вологих тропічних лісах та на луках. Зустрічаються на висоті до 520 м над рівнем моря. Живляться дрібними м'якотілими комахами, відкладають яйця.